# Louis Gérardin
Louis "Toto" Gérardin (Boulogne-Billancourt, 12 d'agost de 1912 - París, 23 de maig de 1982) va ser un ciclista francès, que fou professional entre 1931 i 1958. Va destacar en el ciclisme en pista, concretament en la velocitat, on va aconseguir sis medalles als Campionats del món, i nombrosos campionats nacionals.
Va mantenir durant un temps una relació amb la cantant Édith Piaf.

## Palmarès en pista
- 1930
  -  Campió del món de Velocitat amateur
  - 1r al Gran Premi de Copenhaguen
- 1931
  -  Campió de França d'hivern en Velocitat
- 1932
  -  Campió de França en Velocitat
- 1935
  -  Campió de França en Velocitat
- 1936
  -  Campió de França en Velocitat
  - 1r al Gran Premi de l'UVF
- 1937
  - 1r al Gran Premi de l'UVF
- 1938
  -  Campió de França en Velocitat
- 1938
  - 1r al Gran Premi de París
- 1941
  -  Campió de França en Velocitat
  - 1r al Gran Premi de París
  - 1r al Gran Premi de l'UVF
- 1942
  -  Campió de França en Velocitat
- 1943
  -  Campió de França en Velocitat
  - 1r al Gran Premi de París
- 1945
  -  Campió de França en Velocitat
- 1946
  -  Campió de França en Velocitat
- 1949
  -  Campió de França en Velocitat
- 1950
  -  Campió de França en Velocitat
- 1953
  -  Campió de França en Velocitat